# Valåsens bruk
För andra betydelser, se Valåsen (olika betydelser).

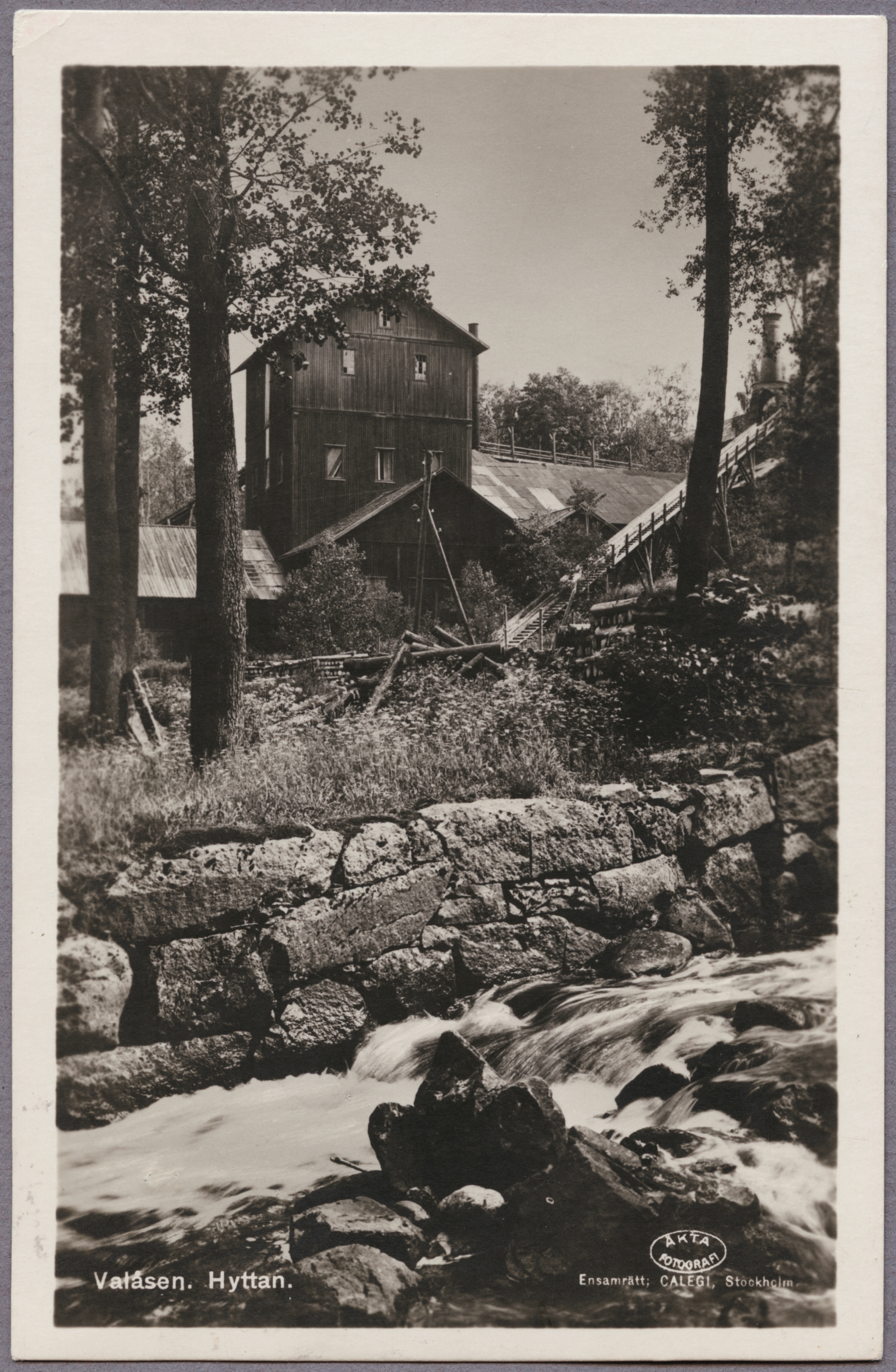
Valåsens hytta

Valåsens bruk var ett järnbruk i Valåsen, nära Karlskoga i Sverige, vid sjön Möckelns östra strand. Valåsen är äldre än det närliggande Bofors.

## Historia
Valåsen kom i Sven Björnsson ägo och 1631 sålde han det till borgmästaren Arvid Bengtsson i Örebro. Bengtsson etablerade den första smedjan i Karlskoga här år 1632. I slutet av 1630-talet sålde Arvid Bengtsson Valåsen till Gerhard Ysing, en köpman i Örebro. År 1648 beviljades Ysing tillstånd att bygga en ny smedja på Övre Valåsen. Efter Gert Ysing tog hans son Johan Ysing över verksamheten år 1673. År 1712 beviljades han tillstånd att etablera ett vattenverk. Från och med 1779 tillhörde järnverket von Hofsten-familjen.